# 路·波戴特
小塞爾瓦·劉易士·波戴特（英語：Selva Lewis Burdette, Jr.，1926年11月22日—2007年2月6日），為美國職棒大聯盟的投手。生涯曾效力過洋基、勇士、紅雀、小熊、費城人與天使等隊。1957年，他以3勝的表現幫助勇士拿下隊史在密爾瓦基的唯一一座冠軍。波戴特的控球能力相當出色，生涯每9局保送數只有1.84次。1920年後的大聯盟投手中，只有羅賓·羅伯茲、葛瑞格·麥達克斯、卡爾·哈伯爾和胡安·馬里寇爾等四位名人堂選手的生涯每9局保送數低於波戴特。

## 職棒生涯
1947年，波戴特與洋基簽約。1950年9月，他以後援投手身分登上大聯盟，並在洋基隊留下2場出賽記錄。1951年8月，洋基將波戴特交易到勇士，換來強尼·塞恩。後來他和華倫·史潘、Bob Buhl組成勇士隊在1950年代強大的先發輪值。1953年到1961年間，波戴特有8次拿下單季15勝。1956年更是成為聯盟的防禦率王。1957年世界大賽，波戴特先發3場比賽全數完投。其中第五場和第七場更是投出完封勝，為1905年後的克里斯提·馬修森後第一人。儘管當時史潘因為受病毒感染無法維持健康狀態，但勇士仍靠波戴特一人拿下世界大賽冠軍。1958年世界大賽，勇士和洋基再度對決。不過這次波戴特就踢到鐵板，他先發3場比賽吞下2敗。其中第七場他更是只休息2天就上場先發，這個調度也導致當時勇士隊的總教練飽受批評。1958年和1959年，他分別拿下20勝和21勝，其中1959年拿下勝投王。
1959年5月26日，波戴特和哈維·哈迪克斯先發對決，而兩人在前12局都沒有掉分，後者更是12局沒有讓任何打者上壘，不過最後在第13局破功掉分，讓完封13局的波戴特以1比0險勝。這場比賽也被大聯盟認定是史上最經典的一場投手戰之一。
1960年8月18日，波戴特面對費城人投出無安打比賽。他只在第五局對Tony González投出觸身球，最後讓下一棒敲出雙殺打。
1963年，波戴特被交易到紅雀。之後他先後效力於小熊和費城人。最終他在1966年加盟天使，並在1967年球季結束後退休。

## 生涯投球成績
| 勝投 | 敗投 | 防禦率 | 出賽場次 | 先發 | 完投 | 完封 | 投球局數 | 安打 | 失分 | 自責分 | 全壘打 | 保送 | 三振 | 暴投 | 觸身球 |
| ---- | ---- | ------ | -------- | ---- | ---- | ---- | -------- | ---- | ---- | ------ | ------ | ---- | ---- | ---- | ------ |
| 203  | 144  | 3.66   | 626      | 373  | 158  | 33   | 3067.1   | 3186 | 1400 | 1246   | 289    | 628  | 1074 | 23   | 56     |

## 個人生活
波戴特後來入選佛羅里達運動名人堂。2007年，高齡80歲的他因為肺癌病逝於佛羅里達州冬季花園。他的孫子Nolan Fontana也是一名大聯盟選手。

## 外部連結
- 球員資訊和成績在MLB ，ESPN ，Retrosheet ，Baseball Reference ，Baseball Reference (Minors) ，Fangraphs ，The Baseball Cube （英文）
- 路·波戴特在台灣棒球維基館上的頁面（繁體中文）

| 前任： Joey Jay     | 大聯盟單月最佳球員 1958年8月       | 繼任： 威利·梅斯 |
| 前任： Don Cardwell | 投出無安打比賽的投手 1960年8月18日 | 繼任： 華倫·史潘 |